# James Dobb
James "Jamie" Dobb (Derby, 1972) is een Brits voormalig motorcrosser.

## Carrière
James Dobb werd professioneel motorcrosser in 1987, op vijftienjarige leeftijd. Hij begon te rijden voor Cagiva. In 1989 werd hij Brits Kampioen 125cc en in 1990 in de 250cc-klasse. In 1992 kreeg hij de aanbieding om in de Verenigde Staten te gaan rijden voor Kawasaki. Gedurende de vijf jaar die hij in Amerika reed kwam hij uit voor Kawasaki, Suzuki en Honda. Dobb wist geen titels te behalen, maar was een van de toprijders van het kampioenschap.
Door blessures viel 1996 in het water, en kwam Dobb zonder motor te zitten voor het seizoen 1997. Ontgoocheld besloot hij een modellencarrière na te streven in New York. Toen kreeg hij een aanbieding om in 1998 het Wereldkampioenschap motorcross te rijden voor Suzuki in de 125cc-klasse. Hij werd dat jaar vijfde. Zijn prestaties leverden hem een zitje op bij het fabrieksteam van KTM voor het seizoen 2000. Hij werd vice-wereldkampioen na merkgenoot Grant Langston. In 2001 domineerde hij het kampioenschap en werd ook wereldkampioen.
In 2002 maakte hij de overstap naar de 250cc-klasse, waarin hij negende werd. In 2003 werden de 250cc en 500cc-klasse samengevoegd tot de MX1. Het werd een teleurstellend seizoen voor Dobb en in 2004 keerde hij terug naar de 125cc-klasse, die nu MX2 noemt, voor Honda. Doordat hij nooit in aanmerking kwam voor de strijd om de wereldtitel, stopte Dobb halfweg 2004 met professioneel motorcrossen.
Nadien ging hij jonge piloten begeleiden.

## Palmares
- 2001: Wereldkampioen 125cc